# Katrin Rehak-Nitsche
Katrin Rehak-Nitsche, geborene Rehak (* 1978 in Berlin), ist eine deutsche Wissenschaftsmanagerin und Politikerin (SPD). Sie ist Abgeordnete im Landtag von Rheinland-Pfalz und Vorsitzende des Wissenschaftsforums Rheinland-Pfalz.

## Ausbildung und Beruf
Katrin Rehak-Nitsche studierte von 1998 bis 2004 an der Humboldt-Universität Berlin Geographie (Hauptfach), Ägyptologie (Nebenfach) und Betriebswirtschaftslehre (Nebenfach). Von 2005 bis 2008 arbeitete sie als Wissenschaftliche Mitarbeiterin im Bereich Tektonische Geomorphologie am GeoForschungsZentrum und der Universität Potsdam, wo sie 2008 in Geologie promovierte. In diesem Rahmen forschte sie u. a. an den Universitäten Bern, Edinburgh und Stanford.
Von 2009 bis 2014 arbeitete sie für die Helmholtz-Gemeinschaft, zuletzt als Leiterin „Wissenschaftspolitik“ in Berlin mit dem damaligen Präsidenten Jürgen Mlynek und dem damaligen Geschäftsführer Rolf Zettl. 2014 wechselte sie zur Robert Bosch Stiftung und leitete dort die Gruppe Forschung und Gesellschaft. Zum 1. Januar 2016 wurde sie Bereichsleiterin für Wissenschaft in der Robert Bosch Stiftung und Mitglied der Geschäftsleitung und war dort bis Ende 2020 tätig. Seit dem 30. April 2018 ist sie Abgeordnete im Landtag von Rheinland-Pfalz. Am 14. März 2021 wurde sie erneut in den Landtag von Rheinland-Pfalz gewählt und gehört dem Parlament der 18. Legislaturperiode an.
Von 2010 bis 2011 absolvierte Katrin Rehak-Nitsche eine berufsbegleitende Ausbildung zur General Managerin im Rahmen der Helmholtz-Akademie für Führungskräfte am Malik Management Zentrum St. Gallen.

## Politik
Katrin Rehak-Nitsche ist Vorsitzende des Wissenschaftsforums Rheinland-Pfalz. Sie ist 2013 in die SPD eingetreten und seit 2014 Mitglied im Vorstand des SPD-Ortsvereins Wörth am Rhein. Von 2014 bis 2018 war sie Beisitzerin im Vorstand des SPD-Unterbezirks Südpfalz. Von 2016 bis 2018 war sie Ortsbeirätin in Wörth am Rhein. Seit 2016 ist sie in verschiedenen Funktionen Mitglied des Vorstand des SPD-Kreisverbands Germersheim. Seit dem 30. April 2018 ist Katrin Rehak-Nitsche Abgeordnete im rheinland-pfälzischen Landtag. Sie rückte für Barbara Schleicher-Rothmund nach. Am 14. März 2021 wurde sie erneut in den Landtag gewählt und vertritt dort den Wahlkreis 52 (Wörth). Im Juni 2024 wurde sie im Rahmen der Kommunalwahlen in Rheinland-Pfalz in den Kreistag des Kreises Germersheim gewählt.
Im Landtag von Rheinland-Pfalz ist Katrin Rehak-Nitsche Sprecherin für Wissenschaft, Transformation und Weiterbildung ihrer Fraktion und ordentliches Mitglied in den folgenden Gremien:
- Ausschuss für Wissenschaft (Stellvertretende Vorsitzende),
- Arbeitskreis Wissenschaft (Vorsitzende),
- Ausschuss Arbeit, Soziales, Pflege und Transformation,
- Rechtsausschuss,
- Richterwahlausschuss,
- Interregionaler Parlamentarier-Rat (Präsidentin der Kommission für Schulwesen, Ausbildung, Forschung und Kultur),
- Oberrheinrat.

Zusätzlich ist Katrin Rehak-Nitsche in folgenden Gremien aktiv:
- Wissenschaftsforum RLP (Vorsitzende),
- Vorsitzende des Landesverbands Rheinland-Pfalz im Deutschen Bibliotheksverband (ad personam),
- Vizepräsidentin des Verbands der Gartenbauvereine Saarland / Rheinland-Pfalz (ad personam),
- Mitglied im Kuratorium der Rheinland-Pfälzischen Technischen Universität (RPTU),
- Mitglied im Regionalen Kuratorium der Universität Koblenz und der Hochschule Koblenz,
- Mitglied im Beirat der Friedensakademie RLP (ad personam),
- Mitglied im Kuratorium der Landeszentrale für politische Bildung Rheinland-Pfalz,
- Mitglied im Kuratorium der Technischen Hochschule Bingen (ad personam),
- Mitglied im Beirat der Zeitschrift „Erwachsenenbildung“ der Katholischen Erwachsenenbildung Deutschland – Bundesarbeitsgemeinschaft e.V. (ad personam)[11].

## Persönliches
Sie lebt in Wörth am Rhein.